# Rugby club Savoie Rumilly
« Football club sportif Rumilly (rugby à XV) » redirige ici. Pour le club omnisports historique de Rumilly, voir Football club sportif Rumilly.
Maillots
Actualités
Le  Rugby Club Savoie Rumilly est un club français de rugby à XV basé à Rumilly en Haute-Savoie.
Le club a évolué de 1986 à 1997 en 1re division, il devient champion de France du groupe B en 1988 et était en 1995, le 11e meilleur club français.
Pour la saison 2025-2026 il évolue en Nationale 2.

## Historique
| RCS Rumilly |

En 1906, les militaires du 30e RI et du 11e bataillon de chasseurs alpins sont les premiers à faire connaître ce jeu sur le terrain de « Bramafan » aux Pérouses. Les jeunes locaux Baptiste Beaud, Henri Courtot, Albert Manne se joignent aux militaires.
Le 25 octobre 1908, Constant Berlioz lance par la voie du Journal du commerce, aujourd’hui Hebdo des Savoie, l’appel à la formation d’une société sportive à Rumilly et le 16 juillet 1911 est créée officiellement l’Union Sportive Rumillienne.
Constant Berlioz président, le sénateur Jean Clerc secrétaire, M. Bouchardy trésorier constituent le premier bureau ; il aura son siège à l’ancienne école des frères, passage du Chéran.
Le premier entraînement a lieu le 17 septembre 1911 sur le terrain des Pérouses et le 15 octobre 1911 la première rencontre, contre le FC Aix les Bains.
En septembre 1913 a lieu la mise en sommeil de l’USR.
En 1928 a lieu la création d’une équipe de rugby à Rumilly par les frères Jean et Georges Bergoin avec l’appui technique de Louis Tempion, capitaine entraîneur. Le 20 décembre 1929 a lieu la 1re assemblée générale : effectif 17 jeunes. Bilan sportif : 7 matches disputés, 2 victoires, 31 points marqués, 90 encaissés.
Pour la saison 1930-1931, le FCSR est finaliste du championnat des Alpes 4e Série. En 1935, le FCSR est finaliste du championnat des Alpes 3e Série puis finaliste du championnat des Alpes 2e Série en 1938.
En 1939, la progression est stoppée par les hostilités. En 1950, le club est en sommeil mais il va être relancé par Fernand Galban qui crée une équipes cadets et en 1950, le FCSR est relancé et en 1954, une équipe est engagée en 4e série.
L'équipe 1 devient championne des Alpes 4e série et demi-finaliste de championnat de France en 1955. L'année suivante, le FCSR redevient champion des Alpes en 3e série et retrouve sa place de demi-finaliste du championnat de France.
En 1957, le stade des Grangettes est inauguré et l'équipe 1 est championne des Alpes 3e série et demi-finaliste du championnat de France pour la troisième année de suite.
L'équipe 1 finit première de la poule en 3e série et monte en Honneur en 1958. L'année suivante, elle est demi-finaliste du championnat de France Honneur et accède à la 3e division.
En 1974, cinq Rumiliens sont sélectionnés en équipe des Alpes dont un en équipe de France.
En 1976, l'équipe 2 est championne des Alpes suivi d'un nouveau titre de l'équipe 1 en 1977.
Le FCSR est battu en 1981 en demi-finale du championnat de France junior à Béziers.

### De la troisième division vers l’élite

#### Champion de France de troisième division 1983
En 1983, le FCSR devient champion de France de 3e division contre le club de Caussade.

#### Champion de France de deuxième division 1986
En 1986, le FCSR devient champion de France de 2e division contre Decazeville et remporte le challenge de l'Amitié un an plus tard, en 1987.

#### Champion de France groupe B 1988
Le Championnat 1988 à 80 clubs est organisé en seize poules de cinq. Les deux premiers de chaque poule (soit 32 clubs) forment alors le groupe A et se disputent le Bouclier de Brennus. Les autres forment alors le groupe B et après une première phase de brassage, Rumilly 3e de son groupe doit évoluer dans le second groupe.
Le FCSR devient champion de France 1re division groupe B en 1988 après une victoire sur le RC Nîmes 12-10 en finale.
Le Championnat adopte la même formule en 1989 et là encore, Rumilly doit se contenter du groupe B.
Il termine alors en tête de sa poule avant d'être éliminé en quart de finale.
En 1990, le FCSR évolue pour la première fois en 1re division groupe A.
La saison est difficile pour le club qui ne remporte que 2 victoires en 14 rencontres contre Perpignan et Tyrosse.
Le club a évolué six saisons dans le championnat de France de première division en 1990 puis de 1992 à 1996.

#### Vice-champion de France groupe B 1991
En 1991, le FCSR est vice-champion de France 1re division groupe B, défait par Graulhet 33-16 en finale. Il remonte immédiatement en 1re division groupe A. 

### Rumilly dans l’élite du rugby français
‌En 1992, Rumilly termine à la sixième place de sa poule avec notamment une victoire 24-22 à Tarbes avant d'être éliminé en seizième de finale par le FC Grenoble 38-18.

#### Vainqueur de la coupe André Moga 1993
Équipe victorieuse de la finale de la coupe André Moga en 1993 :  

Sont entrés en cours de jeu : Mounier (40e) pour Echaniz, Moine (56e) pour Michard, Mallinjoud (40e) pour L.Vélo  et Damesin (74e) pour D. Périllat

#### Qualification pour le Top 16 1995
En 1994, Rumilly bien que invaincu à domicile échoue encore à se qualifier pour le Top 16.
Recalé comme la saison passée en Coupe André Moga, il perd son titre en demi-finale, éliminé par le SC Graulhet de Fabien Pelous, futur vainqueur de l'épreuve.
Il se qualifie pour le Top 16 lors de la saison 1994-1995, à la faveur d'une victoire face au RC Toulon futur demi-finaliste sur un score de 12 à 3 avec quatre pénalités de l'arrière Yannick Urpin lors d'un match gravé dans les annales.
Il termine cette première phase second à un point du FC Grenoble leader de la poule et devant ces mêmes Toulonnais.
Rumilly échoue cependant à se qualifier pour les quarts de finale au profit de l’US Dax, 1er et du Castres olympique, 2e.
Le FCSR termine la saison 11e meilleur club de France.
En 1996, il se voit dépassé lors de l'avant-dernière journée par l'US Colomiers, conséquence d'une défaite à domicile 16-24 contre le Castres olympique et manque pour un point le maintien dans l'élite malgré des victoires à la maison contre les deux premiers de la poule, le CA Brive 20-19 et le CS Bourgoin-Jallieu 19-10.

### Descente en groupe A2
Redescendu en groupe A2 lors de la saison 1997, il connait un début de saison difficile, battu notamment à domicile par Marmande, le dernier de la poule.
Auteur d'une bonne phase retour, Rumilly termine finalement quatrième de sa poule et joue un barrage de montée qu'il perd 40-17 contre le FC Grenoble.
Il frôlera ensuite la relégation en groupe B durant la saison 1998, maintenu seulement après avoir vaincu en barrage, Givors un club issue du groupe B.
En 1999, il atteindra les demi-finales d'élite 2 battu par l’US Montauban 15-9 pour la montée en élite.
Le passage obligé au professionnalisme marqua un tournant lors de la saison 2000, Rumilly obtient le droit de rester dans une deuxième division resserrée aussi bien sportivement qu'administrativement.
La même année, le club atteint les huitièmes de finale de la coupe de France, éliminé par le Castres olympique 38-10.
En 2001 elle atteindra les demi-finales du championnat de France Pro D2 joué en poule unique à 12 clubs.
Le club sera éliminé comme deux ans plus tôt par l'US Montauban avec notamment un triplé d'Ilaï Derenalagi.

### Descente en Fédérale 1
Après une saison 2001-2002 décevante où il termine dernier de la nouvelle poule unique, le club est contraint d'évoluer en championnat de France de 1re division fédérale en 2003.
Atteignant les huitièmes de finale de ce championnat deux années consécutives (défait en 2003 par l'Union sportive bressane puis en 2004 par le Stade bordelais futur finaliste), le club redescendra en championnat de France de 2e division fédérale lors de la saison 2004-2005, mais remontera dès la saison d'après en championnat de France de 1re division fédérale.

### L’Ascenseur entre la Fédérale 1 et la Fédérale 2
En 2005-2006, en fédérale 2, le FCSR se classe 1er et obtient ainsi sa promotion mais ils se feront surprendre en course pour le titre national par Saint-Saturnin (19-3).
En 2006-2007, malgré une première phase correcte pour un promu, le club joue les playdowns et sera relégué sportivement, mais sera repêché administrativement. La saison suivante sera très difficile, les rouge et noirs finiront la saison en catastrophe avec 6 défaites en 6 matchs lors des playsdowns et sont une nouvelle fois relégués en Fédérale 2.
En 2008-2009, la saison en Fédérale 2, l'équipe se maintient. Les minimes (- 15 ans) accèdent pour la première fois au Top Rhône-Alpes, et gagnent le Trophée de Thonon.
En 2010-2011, après une bonne saison, le FCSR rate d'un point la qualification pour les phases finales. Les cadets du FCSR finissent vice-champions des Alpes et ont été jusqu'au 32e de finale du championnat de France Teulière.
En 2011-2012, après une excellente saison, en étant resté en tête de la poule pendant plus de 15 journées, le FCSR parvient en phase finale, et n'est pas qualifié pour les 8e de finale après une victoire et une défaite contre le SOC.
La saison fut marquée comme étant resté invaincue à domicile.
En 2015-2016, il est éliminé en seizièmes de finale du championnat de France.
En 2016-2017, 2e de la poule 3, il est éliminé en seizièmes de finale du championnat de France.
En 2017-2018, 1er de la poule 3, il est éliminé en seizièmes de finale du championnat de France.
En 2018, le FCSR devient le RCSR, afin de mieux retranscrire la spécialisation rugby du club, et son attachement territorial à la Savoie. L'équipe première est alors entraînée par Sébastien Décarre, formé au club responsable des 3/4 et Julien Véniat responsable des avants.
Lors de la saison 2018-2019, il est vice-champion de France de Fédérale 2, battu par Issoire en finale. Après avoir battu Agde en 16e de finales, puis Saint Raphaël en 8e de finale, le club est promu en Fédérale 1 pour la saison suivante.

### Le retour en Fédérale 1
Lors de l'exercice 2019-2020, le RCSR est intégré à la poule 1. Au terme de la saison, interrompue par la crise sanitaire du Covid 19, le RCS Rumilly est 7e de sa poule et compte 24 point d'avance sur le premier relégable (Issoire). La saison est interrompue après la victoire de Rumilly contre le SO Chambéry à domicile. L'entraîneur des avants Julien Véniat quitte alors le club et s'engage auprès du CS Vienne.
A l'intersaison, Julien Véniat est remplacé par Sylvain Charlet. Lors de l'exercice 2020-2021, le RCSR compte deux victoires, un match nul et une défaite alors que les compétitions sont définitivement interrompues en octobre.
Le staff ne change pas lors de la saison suivante. Le club est intégré à la poule 2 du championnat de Fédérale 1 pour la saison 2021-2022.

### La montée en Nationale 2
Au terme des phases de poules de la saison 2021-2022, le RSCR avec un bilan de 14 victoires, 1 nul et 7 défaites fini à la deuxième place de la poule 2 du championnat de Fédérale 1 avec un total de 76 points. Cette deuxième place synonyme de phase finale assure au club une montée en Nationale 2.
Pour la saison 2022-2023 le staff est remanié à la suite du départ de Sébastien Decarre pour l'Union sportive seynoise, ce dernier sera composé de Maxime Mermoz pour les avants et de Éric Tomamichel pour les arrières. Malgré cinq défaites lors des cinq premiers matchs de la saison, le RCSR assure néanmoins son maintien avant la dernière journée lors d'une victoire à domicile contre le premier de poule, le Rugby club Nîmois. 
Pour la saison 2023-2024, le staff reste en place ainsi que la quasi totalité du groupe (sept départs seulement compensés par l'intégration de sept nouveaux joueurs).  

## Identité du club

### Couleurs et maillots
Les couleurs de Rumilly sont le rouge et le noir.
Historiquement, les maillots étaient rouges et bleus. Néanmoins, une erreur de livraison des maillots au début des années 1960 serait à l'origine d'un changement de couleurs.

### Logo

Évolution du logo
Logo du FCS Rumilly abandonné en 2018.
Logo du RCS Rumilly depuis 2018.

### Hymne et chant
Le chant du club est l'hymne de la Savoie, le chant des Allobroges depuis le titre de champion de France de troisième division en 1983.
Son titre originel est cependant la Liberté et son nom fait référence à l'ancien peuple celte des Allobroges installé sur les terres de Savoie.

## Palmarès
| Compétitions nationales | Compétitions internationales                                                       | Compétitions jeunes |
| --- | ---------------------------------------------------------------------------------- | --- |
| Championnat de France de première division - Huitièmes-de-finaliste (1) : 1995 Championnat de France de rugby du groupe B - Champion (1) : 1988 - Vice-champion (1) : 1991 Coupe André Moga - Vainqueur (1) : 1993 Championnat de France de deuxième division - Champion (1) : 1986 Championnat de France de troisième division - Champion (1) : 1983 Champion de France de fédérale 2 - Vice-champion (1) : 2019 Championnat des Alpes - Vainqueur (5) : 1955, 1956, 1957, 1976, 1977 - Vice-champion (3) : 1930, 1935, 1938 Challenge de l'Amitié - Vainqueur (1) : 1986 Tournoi de Sixte - Vainqueur (2) : 1946, 1947 | Trophée des tri-Provinces Savoie-Piémont-Genève - Vainqueur (3) : 2011, 2012, 2013 | Coupe des Provinces Reichel - Vainqueur (1): 1993 Championnat de France Crabos - Demi-finaliste (2) : 1981 Championnat de France Balandrade - Demi-finaliste (1) : 2004 - 8e de finale : 2016 Challenge Sud-est Balandrade - Finaliste (2) : 2010, 2012 - Demi-finale : 2016 Championnat de France Teulière A - 8e de finale : 2015, 2017 Trophée Davanier (Crabos) - Vainqueur (1) : 2009 Championnat de France Alamercery - 8e de finale (2) :2000, 2006 Championnat des Alpes Cadets - Champion (3) : 1993, 1994, 2017 - Vice-champion (2) : 1991, 2011 Championnat des Alpes Balandrade - Vice-champion : 2016 Championnat des Alpes cadets à XII - Vice-champion (1) : 2017 |

## Matchs mémorables

### Finales
| Compétition                                | Date de la finale | Vainqueur   | Score   | Finaliste                                     | Lieu de la finale                                    |
| ------------------------------------------ | ----------------- | ----------- | ------- | --------------------------------------------- | ---------------------------------------------------- |
| Troisième division                         | 5 juin 1983       | FCS Rumilly | 13 - 12 | US Caussade Septfonds (Caussade et Septfonds) | Stade Georges Berthier, Monteux                      |
| Deuxième division                          | 1er juin 1986     | FCS Rumilly | 22 - 16 | SC Decazeville                                | Stade Nicolas-Kaufmann, Nîmes                        |
| Championnat de France de rugby du groupe B | 29 mai 1988       | FCS Rumilly | 12 - 10 | RC Nîmes                                      | Stade Battandier Lukowiak, La Voulte                 |
| Championnat de France de rugby du groupe B | 8 juin 1991       | SC Graulhet | 33 - 16 | FCS Rumilly                                   | Stade Pierre de Coubertin, Châteaurenard             |
| Coupe André Moga                           | 6 juin 1993       | FCS Rumilly | 44 - 0  | FC Auch                                       | Stade André-Moga, Bègles                             |
| Fédérale 2                                 | 23 juin 2019      | US Issoire  | 32 - 30 | RCS Rumilly                                   | Complexe sportif de l'Escale, Villefranche-sur-Saône |

### Exploit face à Toulon
En battant le RC Toulon le 11 décembre 1994, le FCSR s'est vu ouvrir les portes du Top 16 pour la saison 1994-1995.
| Compétition           | Date             | Vainqueur   | Score  | Adversaire | Lieu                          | Spectateurs |
| --------------------- | ---------------- | ----------- | ------ | ---------- | ----------------------------- | ----------- |
| Championnat de France | 11 décembre 1994 | FCS Rumilly | 12 - 3 | RC Toulon  | Stade des Grangettes, Rumilly | 6 000       |

## Historique des saisons
| Saison    | Championnat | Division          | Place                                                                                |
| --------- | ----------- | ----------------- | ------------------------------------------------------------------------------------ |
| 2022-2023 | Nationale 2 | Nationale 2       | 7e poule 2.                                                                          |
| 2021-2022 | Fédérale 1  | Fédérale 1        | 2e poule 2. Qualifié directement pour la Nationale 2. Quart de finaliste Fédérale 1. |
| 2020-2021 | Fédérale 1  | Fédérale 1        | 7e avant la suspension du championnat (4 journées)                                   |
| 2019-2020 | Fédérale 1  | Fédérale 1        | 7e avant la suspension du championnat                                                |
| 2018-2019 | Fédérale 2  | Fédérale 2        | Vice-champion de France de Fédérale 2 / Promotion                                    |
| 2017-2018 | Fédérale 2  | Fédérale 2        | 1e de poule, éliminé par St Jean en Royans en 16e de finale                          |
| 2016-2017 | Fédérale 2  | Fédérale 2        | 2e de poule, éliminé par St Jean en Royans en 16e de finale                          |
| 2015-2016 | Fédérale 2  | Fédérale 2        | 4e de poule, éliminé par Nîmes en 16e de finale                                      |
| 2014-2015 | Fédérale 2  | Fédérale 2        | 2e de poule, éliminé par Grasse en 8e de finale                                      |
| 2013-2014 | Fédérale 2  | Fédérale 2        | 1e de poule, éliminé par Châteaurenard en 16e de finale                              |
| 2012-2013 | Fédérale 2  | Fédérale 2        | 4e de poule, éliminé par Chambéry en 16e de finale                                   |
| 2011-2012 | Fédérale 2  | Fédérale 2        |                                                                                      |
| 2010-2011 | Fédérale 2  | Fédérale 2        |                                                                                      |
| 2009-2010 | Fédérale 2  | Fédérale 2        |                                                                                      |
| 2008-2009 | Fédérale 2  | Fédérale 2        |                                                                                      |
| 2007-2008 | Fédérale 1  | Fédérale 1        | 8e / Relégation                                                                      |
| 2006-2007 | Fédérale 1  | Fédérale 1        | 6e                                                                                   |
| 2005-2006 | Fédérale 2  | Fédérale 2        | 1er de poule / Promotion directe                                                     |
| 2004-2005 | Fédérale 1  | Fédérale 1        | 12e / Relégation                                                                     |
| 2003-2004 | Fédérale 1  | Fédérale 2        | 4e de poule, éliminé en 8e de finale contre Stade Bordelais                          |
| 2002-2003 | Fédérale 1  | Fédérale 1        | 4e de poule, éliminé en 8e de finale contre US Bressane                              |
| 2001-2002 | Pro D2      | Seconde division  | 16e / Relégation                                                                     |
| 2000-2001 | Pro D2      | Seconde division  | 4e / Demi-finale contre US Montauban                                                 |
| 1999-2000 | Élite 2     | Seconde division  | 4e de poule, 7e seconde phase                                                        |
| 1998-1999 | Élite 2     | Seconde division  | Demi-finale contre US Montauban                                                      |
| 1997-1998 | Groupe A2   | Seconde division  |                                                                                      |
| 1996-1997 | Groupe A2   | Première division |                                                                                      |
| 1995-1996 | Groupe A    | Première division |                                                                                      |
| 1994-1995 | Top 16      | Première division |                                                                                      |
| 1993-1994 | Groupe A    | Première division |                                                                                      |
| 1992-1993 | Groupe A    | Première division | Vainqueur de la Coupe André Moga                                                     |
| 1991-1992 | Top 16      | Première division | 16e de finale                                                                        |
| 1990-1991 | Groupe B    | Première division | Vice-champion de France / Promotion                                                  |
| 1989-1990 | Groupe A    | Première division | Relégation                                                                           |
| 1988-1989 | Groupe B    | Première division |                                                                                      |
| 1987-1988 | Groupe B    | Première division | Champion de France contre Nîmes                                                      |

## Personnalités du club

### Effectif 2021-2022
| Nom                    | Poste            | Nationalité sportive | International | Dernier club                     | Arrivée au club (année) |
| Nassim Aanikid         | Pilier           | France               |               | CS Beaune                        | 2021                    |
| Karim Bougherara       | Pilier           | Algérie              |               | Servette Genève                  | 2020                    |
| Lucas Guillermain      | Pilier           | France               |               | Stade français                   | 2020                    |
| Norman Marcotte        | Pilier           | France               |               | SO Chambéry                      | 2018                    |
| Svianadze Aleksi       | Pilier           | Géorgie              |               | Oyonnax rugby                    | 2021                    |
| Loïc Bournonville      | Talonneur        | Portugal             |               | CA Saint-Étienne                 | 2016                    |
| Guillaume Larroque     | Talonneur        | France               |               | SO Chambéry                      | 2020                    |
| Arthur Lopez           | Talonneur        | France               |               | Oyonnax rugby                    | 2020                    |
| Jakobus Ferdinand Horn | Deuxième ligne   | Afrique du Sud       |               | Valladoid RAC                    | 2018                    |
| Hugues Barbot          | Deuxième ligne   | France               |               | SO Chambéry                      | 2019                    |
| Thomas Payet           | Deuxième ligne   | France               |               | AS Mâcon                         | 2020                    |
| Rudy Gahetau           | Troisième ligne  | France               |               | Rouen NR                         | 2020                    |
| Maximin Saglio         | Troisième ligne  | France               |               |                                  |                         |
| Andrew Damian          | Troisième ligne  | France               |               | LOU rugby                        | 2017                    |
| Benjamin Lambert       | Demi de mêlée    | France               |               | SO Chambéry                      | 2018                    |
| Arthur Guigue          | Demi de mêlée    | France               |               | Trélissac                        | 2021                    |
| Damien Larue           | Demi d'ouverture | France               |               | Castelsarrasin                   |                         |
| Christian Gandy        | Demi d'ouverture | France               |               | US Annecy                        | 2018                    |
| Wesley Dunlop          | Demi d'ouverture | Afrique du Sud       |               | Bourgoin Jallieu                 | 2021                    |
| Léo Angelier           | Centre           | France               |               | Oyonnax rugby                    | 2020                    |
| Gaëtan Houdiarne       | Centre           | France               |               | Rugby olympique de Grasse        | 2019                    |
| Emmanuel Husquin       | Centre           | France               |               | SO Chambéry                      | 2016                    |
| Meddy Moussaoui        | Centre           | Algérie              |               | US Dax                           | 2015                    |
| Benjamin Cartier       | Centre           | France               |               |                                  |                         |
| Edgar Bazin            | Ailier           | France               |               | SO Voiron                        | 2020                    |
| Victor Buissart        | Ailier           | France               |               |                                  |                         |
| Vincent Pageneau       | Ailier           | France               |               | Union Cognac Saint-Jean-d'Angély | 2019                    |
| Loick Pignier          | Arrière          | France               |               | FC Aix-les-Bains                 | 2017                    |

Organigramme et staff technique
- Président : Frédéric Moine
- Vice-Présidents : Roland Déplante ; Gilles Nicole
- Trésorier : Jean Marc Bruyère
- Secrétaire général :  Claude Hohnecker
- Section sportive : Serge Deplante
- École de rugby : Monique Bonansea
- Communication : Jean Pierre Reynier
- Réception : Michel Georgeot et Pierre Gruffat

### Joueurs emblématiques
- Michel Coutin

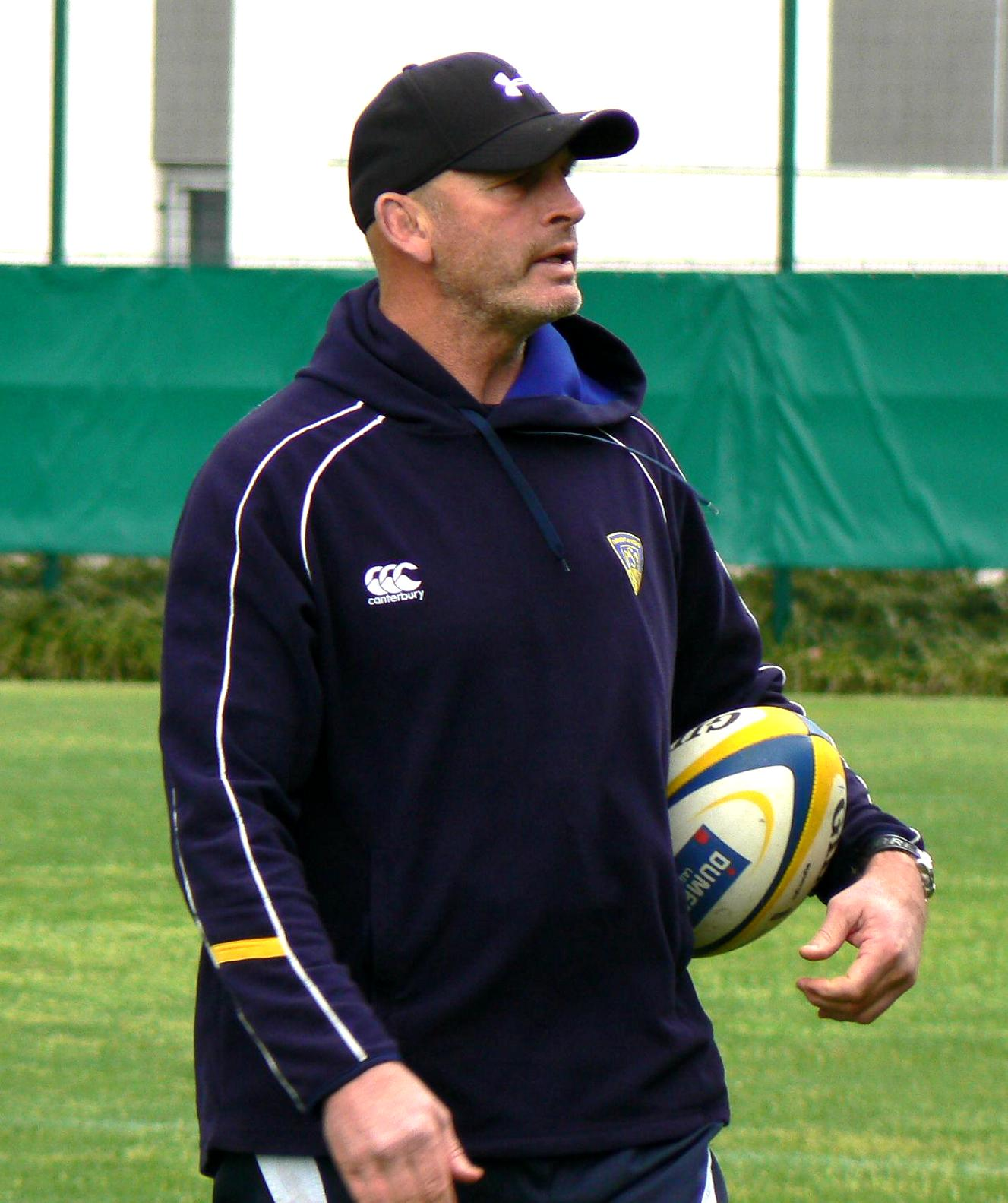
Vern Cotter (1990-1992)

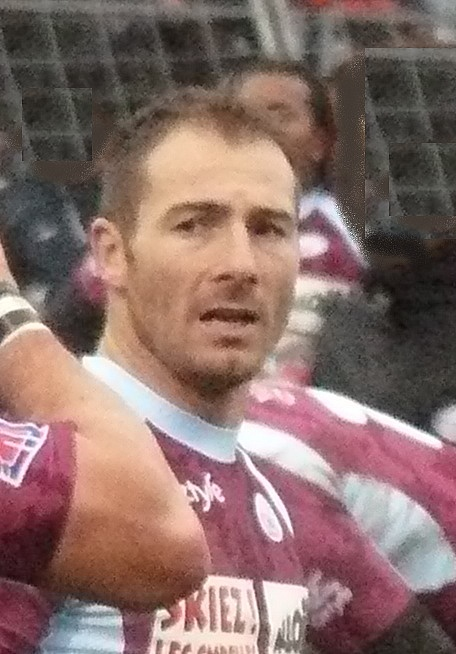
Mickaël Forest (1996-1999)

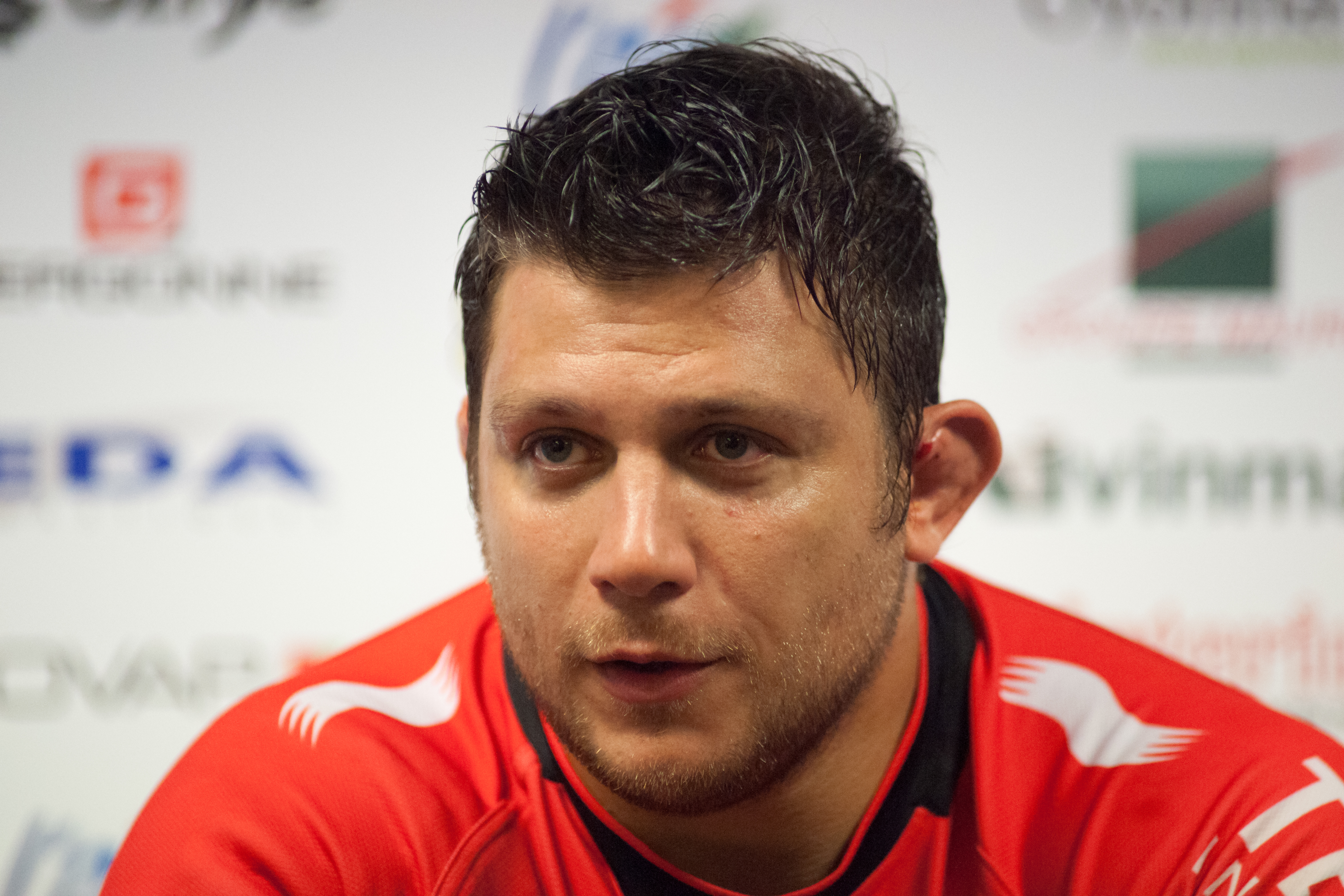
Alexandre Menini (2006-2007)

- Jean-Michel Arquizan (trois fois champion de France 1983, 1986 et 1988)
- Christian Bel (trois fois champion de France 1983, 1986 et 1988)
- Christian Bouvier (trois fois champion de France 1983, 1986 et 1988)
- Pascal Carquillat (trois fois champion de France 1983, 1986 et 1988)
- Didier Cavoret (trois fois champion de France 1983, 1986 et 1988)
- Dominique Challe (trois fois champion de France 1983, 1986 et 1988)
- Yves Foglia (trois fois champion de France 1983, 1986 et 1988)
- Éric Rameau (trois fois champion de France 1983, 1986 et 1988)
- Claude Ramel (trois fois champion de France 1983, 1986 et 1988)
- Bernard Simond (trois fois champion de France 1983, 1986 et 1988)
- Vern Cotter (Vice-champion de France groupe B 1991)
- Franck Comba (Vainqueur coupe André Moga 1993)
- Ibrahim Hasagic (Vainqueur coupe André Moga 1993)
- Stéphane Geraci (Vainqueur coupe André Moga 1993)
- Francis Laruaz (Vainqueur coupe André Moga 1993)
- Patrick Lubungu (Vainqueur coupe André Moga 1993)
- Henri Lugier (Vainqueur coupe André Moga 1993)
- Lionel Vélo (Vainqueur coupe André Moga 1993)
- Éric Michard (Vainqueur coupe André Moga 1993)
- Damien Favre
- Stéphane Larue
- Frédéric Nibelle
- Yannick Urpin
- Cyril Menzildjian
- Franck Gentil
- Sylvain Bégon
- Patrice Rinck
- Franck Hueber
- Nicolas Bruzy
- Romuald Boule
- Mickaël Forest
- Adrien N'Goma
- Alexandre Menini
- Cyril Villain
- Alani Maka
- Jérôme Filitoga-Taofifénua
- Vasil Katsadze
- Salim Tebani
- Jean-Maurice Oulouma

### Entraîneurs
| Saisons     | Entraîneurs                   | Adjoints                                               | Titres |
| ----------- | ----------------------------- | ------------------------------------------------------ | --- |
| 1982 - 1985 | Alain Barone                  | Joseph Poitelin                                        | Champion de France de 3eme division 1983                                                                               |
| 1985 - 1986 | Joseph Poitelin               |                                                        | Champion de France de 2eme division 1986                                                                               |
| 1986 - 1989 | Joseph Poitelin               | Gilbert Genevois                                       | Champion de France 1ère division Groupe B 1988                                                                         |
| 1989 - 1990 | Alain Barone                  | Jean de la Vaissière                                   | |
| 1990 - 1991 | Joseph Poitelin               | Alain Garuet                                           | |
| 1991 - 1995 | Jean de la Vaissière          |                                                        | Vice-champion de France 1ère division Groupe B 1991 Vainqueur de la Coupe André Moga 1993 Qualification en Top 16 1995 |
| 1995 - 1996 | Jean de la Vaissière          | Jean Astruc                                            | |
| 1996 - 1997 | Patrick Marot                 |                                                        | |
| 1997 - 1998 | Christian Cauvy               |                                                        | |
| 1998 - 2000 | Jean de la Vaissière          |                                                        | |
| 2000 - 2001 | Pierre Bouisset               | Gérard Chausson                                        | Demi-finaliste de Pro D2 en 2001                                                                                       |
| 2001 - 2002 | Olivier Nier                  | Gérard Chausson                                        | Relégation en Fédérale 1 en 2002                                                                                       |
| 2002 - 2003 | Eric Melville                 | Franck Hueber                                          | Montée en Fédérale 1                                                                                                   |
| 2003 - 2004 | Eric Melville                 |                                                        | |
| 2004 - 2005 | Michel Ringeval               | Claude Ramel                                           | Relégation en Fédérale 2                                                                                               |
| 2005 - 2006 | Claude Ramel                  | Sébastien Dupoux                                       | Montée en Fédérale 1                                                                                                   |
| 2006 - 2007 | Didier Cavoret                | Sébastien Dupoux                                       | |
| 2007 - 2008 | Olivier Achaintre             |                                                        | Relégation en Fédérale 2                                                                                               |
| 2008 - 2010 | Xavier Gaussens               | Laurent Charvier                                       | |
| 2010 - 2012 | Laurent Charvier              |                                                        | Vainqueur du Challenge Tri-Provinces 2011 et 2012                                                                      |
| 2012 - 2015 | Laurent Charvier              | Margrit Radoi                                          | Vainqueur du Challenge Tri-Provinces 2013                                                                              |
| 2015 - 2016 | Salim Tebani                  | Benjamin Faudot                                        | |
| 2016 - 2017 | Thomas Choveau                | Benjamin Faudot                                        | Défaite en phases finales de Féderale 2                                                                                |
| 2017 - 2018 | Didier Cavoret                | Sébastien Décarre                                      | Défaite en phases finales de Féderale 2                                                                                |
| 2018 - 2020 | Sébastien Décarre             | Julien Véniat                                          | Vice-champion de France de Féderale 2 Montée en Fédérale 1                                                             |
| 2020 - 2022 | Sébastien Décarre             | Sylvain Charlet (jusqu'en décembre 2021) Maxime Mermoz | Montée en Nationale 2                                                                                                  |
| 2022 - 2025 | Éric Tomamichel Maxime Mermoz |                                                        | |
| 2025 -      | Maxime Mermoz Romain Auger    |                                                        | |

### Présidents
- 1928-1946 :  Baptiste Beaud
- 1946-1950 :  René Rumilly
- 1950-1980 :  Gabriel Déplante
- 1981-1997 :  Jean Dunand
- 1997-2000 :  André Jourdain
- 2000-2001 :  Jean-Marc Bruyère et André Jourdain
- 2004-2004 :  Jean-Marc Bruyère et Gérard Chevallier
- 2004-2006 :  Jean-Marc Bruyère
- 2006-2011 :  Serge Jacquemier
- 2011-2012 :  Serge Jacquemier et Gérard Mathieu
- 2015-2018 :  Gérard Mathieu et Alain Remillon
- 2018-2020 :  Frédéric Moine et Alain Remillon
- 2020- :  Frédéric Moine

## Structure du club

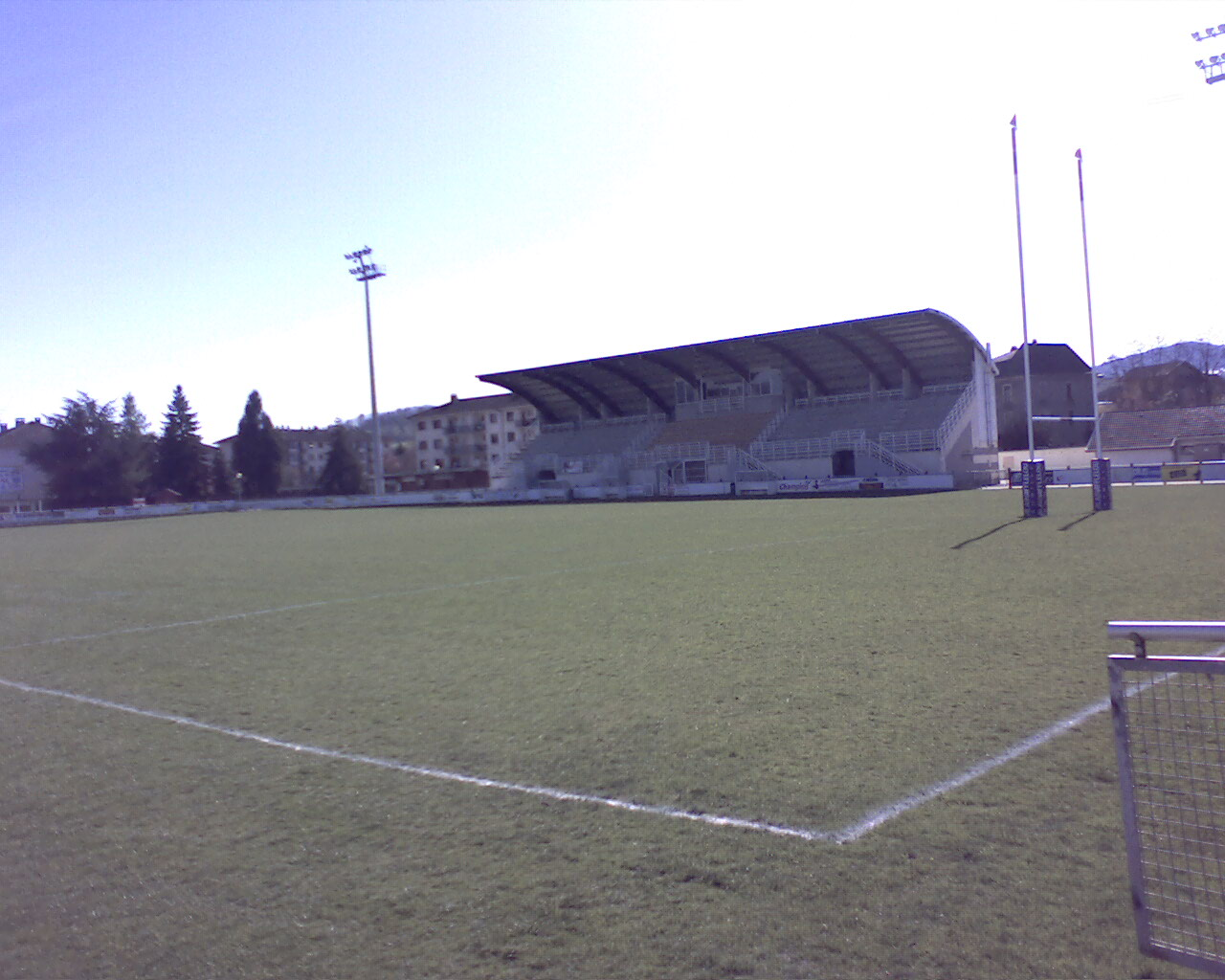
Le stade des Grangettes.

Le lieu d'entraînement du RCSR est le stade des Grangettes. Le terrain d'honneur est appelé Stade Jean Dunand, lieu de cauchemars pour les visiteurs du FCSR dans les années 1980-2000 où seul le Stade toulousain et le SU Agen ont pu s'imposer. Des clubs comme le RC Toulon, le Montpellier HR, l'USA Perpignan, le FC Grenoble, l'Aviron bayonnais, le CA Brive, Tarbes, l'US Montauban ou Béziers ont perdu au stade des Grangettes.
Le stade avait la réputation de « citadelle imprenable ».
Le stade compte 4.500 places, dont 2.000 assises.

## Historique des sponsors maillot

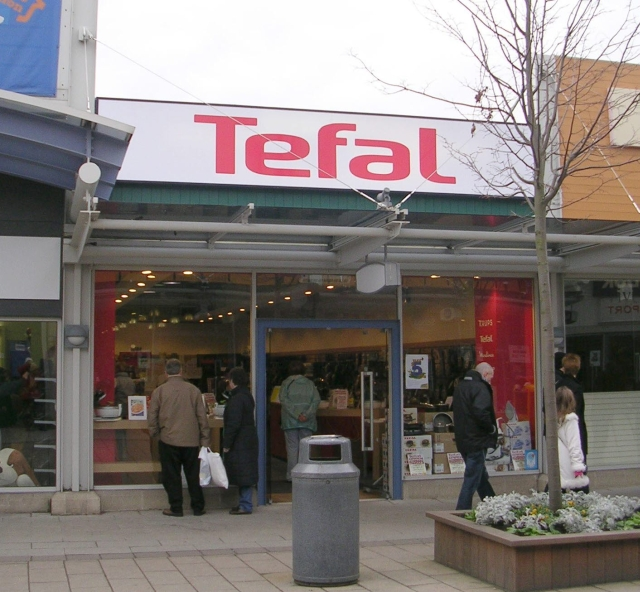
Tefal

- Priams
- Le Grand-Bornand
- Tefal
- Banque Laydernier
- Eurovia
- Vulli